# Anthurium nangaritense
Anthurium nangaritense är en kallaväxtart som beskrevs av Thomas Bernard Croat. Anthurium nangaritense ingår i släktet Anthurium och familjen kallaväxter. Inga underarter finns listade.